# Gilles Burgat
Gilles Burgat  (Albertville, 16 november 1961) is een voormalig internationaal trialrijder. Hij was Frans kampioen in 1980, 1981 en 1982, en wereldkampioen in 1981.

## Biografie
Burgat groeide op in Alberville, een plaats die met name bekend is als wintersportoord. In 1992 werden er de Olympische Winterspelen georganiseerd. Hij begon als 14-jarige met trial en werd Frans juniorenkampioen in 1978 op een SWM 125 Alpaca. Een jaar later werd hij kampioen bij de senioren en in 1981 won hij zowel de Scottish Six Days Trial en het wereldkampioenschap. Hij was - met zijn 19 jaren - de jongste wereldkampioen in de geschiedenis.
Hij reed een jaar later voor Fantic, maar prolongatie van zijn wereldtitel werd verhinderd door de Belg Eddy Lejeune, die in 1982, 1983 en 1984 de titel opeiste. In 1984 won hij met het Franse nationale team, waarin naast Burgat Thierry Michaud, Fred Michaud en Phillipe Berlatier de eerste Trials Des Nations, die in Polen werd gereden.
Burgat tekende bij Yamaha in het seizoen 1985, en won dat jaar en in 1986 opnieuw de Trial Des Nations. In 1987 schakelde hij over naar Aprilia en hij bleef voor beide merken op het hoogste niveau meerijden. Aan het einde van het seizoen 1987 stopte Burgat met de professionele motorsport.

## Palmares
- Frans juniorenkampioen 1978
- FIM World Trials Champion 1981
- Frans nationaal kampioen 1980, 1981, 1982
- Winnaar Scottish Six Day 1981
- Winnaar (met het Frans nationaal team) Trials Des Nations 1984 , 1985 , 1986